# Referendum costituzionale in Irlanda del 1987
Il referendum costituzionale in Irlanda del 1987 si tenne il 26 maggio ed ebbe ad oggetto la ratifica dell'Atto Unico Europeo.
Si trattò del decimo emendamento della Costituzione irlandese, promulgato il successivo 22 giugno.
Il referendum vide la vittoria dei sì con il 69,92%; l'affluenza alle urne fu del 44,09%.

## Modifiche del testo
Articolo 29.4.3: Lo Stato essere membro della Comunità Europea del Carbone e dell'Acciaio (istituita dal Trattato firmatio a Parigi il 18 aprile 1951, della Comunità Economica Europea (istituita dal Trattato firmato a Roma il 25 marzo 1957) e della Comunità Europea per l'Energia Atomica (istituita dal Trattato firmato a Roma il 25 marzo 1957). Lo Stato ratifica l'Atto Unico Europeo (firmato tra gli Stati membri delle Comunità il 17 ed il 28 febbraio 1986 all'Aia). Nessuna misura di questa Costituzione invalida le leggi adottata dallo Stato per ottemperare agli obblighi comunitari o impedisce alle leggi promulgate, di adeguarsi alle misure adottate dalle Comunità, o da sue istituzioni e fargli avere forza di legge dello Stato.

## Esito referendario
Questo il risultato del referendum in dettaglio.
| Preferenza     | Voti      | Percentuale (%) |
| -------------- | --------- | --------------- |
| Si             | 755.423   | 69,92%          |
| No             | 324.977   | 30,08%          |
| Voti validi    | 1.080.400 | 99,55%          |
| Voti dispersi  | 4.904     | 0,45%           |
| Affluenza      | 44,09%    | 44,09%          |
| Aventi diritto | 2.461.790 | 2.461.790       |